# Вебер, Маша
Мария Юрьевна Вебер (род. 5 мая 1987, Мытищи, Московская область), более известная как Маша Вебер — российская певица и актриса. Солистка поп-группы «Тутси». С 2016 года — сольная исполнительница.

## Биография
Родилась 5 мая 1987 года в Мытищах, Московская область. Мать — немка, отец — русский. В 2002 году окончила с отличием музыкальную школу по классу фортепиано.

### Образование
В 2015 году окончила актёрский факультет Российского института театрального искусства — ГИТИС, курс В. А. Андреева. После окончания института играла в различных театральных постановках главной сцены ГИТИСа.

### Творчество
В 2003 году стала участницей телепроекта Первого канала «Фабрика звёзд-3».
С 2004 по 2012 год была солисткой группы «Тутси».
В 2016 года начинает свою сольную карьеру: она выпустила сингл «Ты лучше», записала клип на композицию и выступила на концерте «Золотой граммофон». В октябре 2017 года выпустила в свет новый клип на композицию «Он».
В мае 2019 она выступила на концерте премии RU.TV с песней «Люблю как умею», которую исполнила в паре с Леонидом Руденко. С этой песней музыканты участвовали в номинации «Мегамикс». Вместе с Михаилом Шуфутинским Маша Вебер записала клип на хит «Повторяй за мной». Их совместная песня выиграла музыкальную премию «Шансон года». Ранее с Денисом Клявером представила песню «Дождем».
В ноябре 2019 года вместе с Ириной Ортман, Лесей Ярославской и Натальей Ростовой снова собрались в составе группы «Тутси».
В июне 2020 года выпускает сингл «На ветру» и клип на эту композицию. Автором песни является Максим Фадеев.

### Личная жизнь
В 2006 году Мария вышла замуж за Парвиза Ясинова, сына генерального директора компании Мосстроймеханизация-5 Обида Ясинова. Вскоре они развелись. От этого брака у Вебер есть сын Оскар.
В сентябре 2016 года она вышла замуж за бизнесмена Сергея Бунина. Однако спустя 2 года, в ноябре 2018 года, стало известно, что они развелись.

## Фильмография
- 2015 — сериал «Гадалка», режиссёр Константин Бераков — роль 2-го плана — (телеканал «ТВ-3»);

- 2015 — сериал «Слепая», режиссёр Алина Поличук — роль 2-го плана — (телеканал «ТВ-3»);

- 2015 — сериал «След», режиссёр Юрий Харнас — Лера — журналист издательства (главная роль) — (телеканал «Пятый канал»);

- 2019 — фильм (комедия/драма) «Я не такой, я не такая», режиссёр Руслан Паушу — уличная певица (роль 2-го плана) / исполнительница саундтрека к фильму[17].

## Дискография

### В составе группы «Тутси»
- «Самый-самый» (2005)
- «Капучино» (2007)

## Синглы
- 2003 — «Первое свидание» (дуэт с Никитой Малининым)
- 2016 — «Ты лучше»
- 2017 — «Он»
- 2018 — «Фанта-кола»
- 2018 — «До мурашек»
- 2019 — «Повторяй за мной» (дуэт с Михаилом Шуфутинским)
- 2019 — «Дождем» (дуэт с Денисом Клявер)
- 2019 — «Люблю как умею» (feat. Леонид Руденко)
- 2019 — «И любовь» (feat. Влад Топалов) из к/ф «Я не такая, я не такой»
- 2019 — «Потом»
- 2020 — «Моя любовь»
- 2020 — «На ветру»
- 2020 — «Знаки и огни»
- 2021 — «Просто дождь» (feat. Иракли)
- 2021 — «По барам»
- 2021 — «Я буду любить тебя»
- 2021 — «Downtown»
- 2022 — «Нон-стоп»
- 2023 — «Целоваться» (feat. Миша Марвин)

## Видеография

### В составе группы «Тутси»
- «Самый-самый» (2004)
- «Я люблю его» (2005)
- «Горький шоколад» (feat.КГБ) (2005)
- «Сама по себе» (2006)
- «Сто свечей» (2006)
- «Чашка капучино» (2007)
- Пропади все пропадом (2022)

### Сольно
- «Ты лучше» (2016)
- «Он» (2017)
- «Фанта-кола» (2018)
- «Повторяй за мной» (2019)
- «На ветру» (2020)
- «По барам» (2021)
- «Просто дождь» (feat. Иракли) (2021)
- «Я буду любить тебя» (2021)
- «Downtown » (2021)
- «Целоваться» (feat. Миша Марвин) (2023)

## Награды
| Год  | Премия                                                                            | Работа                                           | Результат |
| ---- | --------------------------------------------------------------------------------- | ------------------------------------------------ | --------- |
| 2019 | «Шансон года»                                                                     | «Повторяй за мной» (дуэт с Михаилом Шуфутинским) | Победа    |
| 2021 | Русское радио. Золотой Граммофон Список лауреатов премии «Золотой граммофон»#2021 | «Просто дождь» (feat. Иракли)                    | Победа    |
| 2023 | Русское радио. Золотой Граммофон                                                  | «Целоваться» (feat. Миша Марвин)                 | Победа    |

## Санкции
7 января 2023 года, из-за вторжения России на Украину, внесена в санкционный список Украины, предполагается блокировка активов на территории страны, приостановка выполнения экономических и финансовых обязательств, прекращение культурных обменов и сотрудничества, лишение украинских госнаград.